# TCDD DE18000 sorozat
A TCDD DE18000 sorozat  egy török Bo'Bo' tengelyelrendezésű dízel-villamos mozdony sorozat. A TCDD üzemelteti. Összesen 5 db-ot gyártott belőle 1970-ben a Matériel de Traction Electrique. Honállomása İzmir.